# Юдин, Пётр Иванович
Пётр Иванович Юдин (31 августа 1929, Кузнецово — 1 апреля 2016, Архангельск) — советский хозяйственный и политический деятель. Член КПСС. Делегат XXIV съезда КПСС. Избирался депутатом Верховного Совета СССР 8-го созыва.

## Биография
Родился в 1929 году в деревне Кузнецово.
В 1945—1958 гг. — буровой рабочий геологоразведочной партии в Архангельской области.
В 1958—1965 гг. — землекоп, бригадир землекопов, в 1965—1989 гг. — бригадир монтажников Строительно-монтажного треста № 5 Главархангельскстроя.
Заслуженный строитель РСФСР.
Умер в 2016 году в Архангельске.

## Награды
- Орден Ленина (1966)
- Орден Трудового Красного Знамени (1971)